# Corigliano Volley 2013-2014
Questa voce raccoglie le informazioni riguardanti il Corigliano Volley nelle competizioni ufficiali della stagione 2013-2014.

## Stagione
La stagione 2013-14 è per il Corigliano Volley, sponsorizzato dal Caffè Aiello, la terza consecutiva in Serie A2; in panchina viene chiamato Gervasio Iurisci, sostituito poi a stagione in corso da Michele Totire, mentre la rosa è in parte confermata rispetto all'annata precedente, come con Marco Fabbroni, Giacomo Tomasello e Matteo Bortolozzo, ed in parte rinnovata, con gli arrivi di Matej Černič, Luca Borgogno e Lincoln Williams, quest'ultimo arrivato a campionato in corso; tra quelli che lasciano la squadra Leondino Giombini, Williams Padura, Matteo Paris e Lorenzo Smerilli.
Il campionato si apre con quattro sconfitte consecutive, mentre la prima vittoria arriva alla quinta giornata contro la Materdomini Volley: nel resto del girone di andata, la squadra di Corigliano Calabro ottiene solamente insuccessi, eccetto una vittoria all'ultima giornata ai danni del Volley Brolo, chiudendo al penultimo posto in classifica, non utile per qualificarsi alla Coppa Italia di categoria. Il girone di ritorno invece è caratterizzato esclusivamente da sconfitte e una sola vittoria alla tredicesima giornata contro il Volley Potentino: il club calabro chiude quindi la regular season al decimo posto in classifica; negli ottavi di finale dei play-off promozione sfida la squadra di Potenza Picena: dopo aver perso gara 1 e vinto gara 2, cede la terza e decisiva gara agli avversari, venendo estromessa dalla competizione.

## Organigramma societario
Area direttiva
- Presidente: Gennaro Cilento
- Vicepresidente: Natale Gallo
- Segreteria generale: Silvia Manfrinato, Alessandro Sosto

Area organizzativa
- Team manager:
- Direttore sportivo: Giuseppe De Patto

Area tecnica
- Allenatore: Gervasio Iurisci (fino al 4 dicembre 2013), Michele Totire (dal 6 dicembre 2013)
- Allenatore in seconda: Vincenzo Porro (dal 7 dicembre 2013)
- Scout man: Roberto Casciaro

Area comunicazione
- Ufficio stampa: Johnny Fusca
- Area comunicazione: Matteo Monte

Area marketing
- Ufficio marketing: Nunzia Muoio

Area sanitaria
- Sfatt medico: Gabriele Tavolieri
- Medico: Giuseppe Malfarà
- Preparatore atletico: Daniele Alpi
- Fisioterapista: Andrea Fabbricatore
- Osteopata: Vincenzo Mastrangelo
- Nutrizionista: Claudio Pecorella

## Rosa
| N° | Nome                | Ruolo | Data di nascita   | Nazionalità sportiva |
| -- | ------------------- | ----- | ----------------- | -------------------- |
| 1  | Marco Fabroni       | P     | 4 agosto 1981     | Italia               |
| 2  | Lincoln Williams    | S/O   | 6 ottobre 1993    | Australia            |
| 3  | Matej Černič        | S     | 13 settembre 1978 | Italia               |
| 4  | Andrea Zancla       | S     | 25 maggio 1992    | Italia               |
| 4  | Matteo Ritacco      | S     | 23 febbraio 1994  | Italia               |
| 5  | Andrea Surace       | P     | 14 febbraio 1992  | Italia               |
| 5  | Lorenzo Tosi        | P     | 22 marzo 1990     | Italia               |
| 7  | Marco Santucci      | L     | 30 novembre 1983  | Italia               |
| 8  | Daniele Casciaro    | L     | 30 gennaio 1993   | Italia               |
| 9  | Giacomo Tomasello   | C     | 6 novembre 1976   | Italia               |
| 10 | Matteo Bortolozzo   | C     | 1º agosto 1989    | Italia               |
| 11 | Roberto Festi       | C     | 30 gennaio 1994   | Italia               |
| 12 | Roberto Rivan       | L     | 12 aprile 1994    | Italia               |
| 13 | Jordan Gălăbinov    | S/O   | 1º luglio 1990    | Italia               |
| 14 | Luca Borgogno       | S     | 27 aprile 1993    | Italia               |
| 15 | Andrea Galaverna    | S/O   | 18 febbraio 1994  | Italia               |
| 17 | Simmaco Tartaglione | S/O   | 11 aprile 1994    | Italia               |
| 18 | Giorgio Russo       | S     | 24 luglio 1987    | Italia               |

## Mercato
| Acquisti | Acquisti            | Acquisti               | Acquisti   |
| R.       | Nome                | da                     | Modalità   |
| -------- | ------------------- | ---------------------- | ---------- |
| S        | Matej Černič        | Fenerbahçe             | definitivo |
| S        | Luca Borgogno       | Porto Ravenna          | definitivo |
| C        | Roberto Festi       | Trentino               | definitivo |
| S/O      | Jordan Gălăbinov    | Cosenza                | definitivo |
| S/O      | Andrea Galaverna    | Piemonte               | definitivo |
| S        | Matteo Ritacco      | Giarratana             | definitivo |
| L        | Roberto Rivan       | Piemonte               | definitivo |
| S        | Giorgio Russo       | Giarratana             | definitivo |
| L        | Marco Santucci      | Atripalda              | definitivo |
| P        | Andrea Surace       | Mymamy Reggio Calabria | definitivo |
| S        | Simmaco Tartaglione | Lube                   | definitivo |
| P        | Lorenzo Tosi        | Conselice              | definitivo |
| S/O      | Lincoln Williams    | ?                      | definitivo |
| S        | Andrea Zancla       | Mymamy Reggio Calabria | definitivo |

| Cessioni | Cessioni             | Cessioni          | Cessioni   |
| R.       | Nome                 | a                 | Modalità   |
| -------- | -------------------- | ----------------- | ---------- |
| S/O      | Jordan Gălăbinov     | Cosenza           | definitivo |
| S/O      | Leondino Giombini    | Lube              | definitivo |
| S        | Fernando González    | ?                 | definitivo |
| P        | Andrea Guido         | ?                 | definitivo |
| S        | Federico Marretta    | Matera Bulls      | definitivo |
| S/O      | Williams Padura      | Milano            | definitivo |
| P        | Matteo Paris         | Top Volley Latina | definitivo |
| L        | Marco Santucci       | Atripalda         | definitivo |
| L        | Lorenzo Smerilli     | Piacenza          | definitivo |
| C        | Matteo Sperandio     | Materdomini       | definitivo |
| P        | Andrea Surace        | ?                 | definitivo |
| S        | Maarten van Garderen | Beauvais          | definitivo |
| S        | Andrea Zancla        | Monterotondo      | definitivo |

## Risultati

### Serie A2

#### Girone di andata
| 1ª giornata - 20 ottobre 2013 PalaCorigliano, Corigliano Calabro   | Corigliano Volley  | 0 - 3 | Matera Bulls      | 17-25, 22-25, 14-25               |
| 2ª giornata - 27 ottobre 2013 PalaPrincipi, Potenza Picena         | Potentino          | 3 - 0 | Corigliano Volley | 27-25, 25-21, 25-23               |
| 4ª giornata - 10 novembre 2013 PalaCorigliano, Corigliano Calabro  | Corigliano Volley  | 1 - 3 | Libertas Brianza  | 21-25, 30-28, 23-25, 17-25        |
| 5ª giornata - 17 novembre 2013 Palazzetto dello Sport, Monza       | Milano             | 3 - 1 | Corigliano Volley | 22-25, 25-21, 25-15, 25-19        |
| 6ª giornata - 24 novembre 2013 PalaCorigliano, Corigliano Calabro  | Corigliano Volley  | 3 - 2 | Materdomini       | 13-25, 22-25, 29-27, 25-23, 15-11 |
| 7ª giornata - 1º dicembre 2013 Centro Pavesi, Milano               | Powervolley Milano | 3 - 0 | Corigliano Volley | 25-20, 25-16, 25-15               |
| 8ª giornata - 8 dicembre 2013 PalaCorigliano, Corigliano Calabro   | Corigliano Volley  | 2 - 3 | Padova            | 22-25, 25-20, 19-25, 26-24, 9-15  |
| 9ª giornata - 15 dicembre 2013 PalaPolsinelli, Sora                | Argos              | 3 - 2 | Corigliano Volley | 25-23, 23-25, 25-17, 23-25, 22-20 |
| 10ª giornata - 22 dicembre 2013 Palazzetto Comunale, Ortona        | Impavida Ortona    | 3 - 1 | Corigliano Volley | 21-25, 26-24, 25-19, 25-23        |
| 11ª giornata - 26 dicembre 2014 PalaCorigliano, Corigliano Calabro | Corigliano Volley  | 3 - 0 | Brolo             | 25-23, 25-21, 25-21               |

#### Girone di ritorno
| 12ª giornata - 29 dicembre 2014 PalaSassi, Matera                  | Matera Bulls      | 3 - 2 | Corigliano Volley  | 20-25, 25-19, 25-23, 23-25, 16-14 |
| 13ª giornata - 5 gennaio 2014 PalaCorigliano, Corigliano Calabro   | Corigliano Volley | 3 - 0 | Potentino          | 25-14, 25-19, 25-19               |
| 15ª giornata - 26 gennaio 2014 PalaParini, Cantù                   | Libertas Brianza  | 3 - 2 | Corigliano Volley  | 23-25, 21-25, 25-18, 25-11, 15-13 |
| 16ª giornata - 2 febbraio 2014 PalaCorigliano, Corigliano Calabro  | Corigliano Volley | 1 - 3 | Milano             | 20-25, 28-26, 21-25, 19-25        |
| 17ª giornata - 9 febbraio 2014 PalaGrotte, Castellana Grotte       | Materdomini       | 3 - 0 | Corigliano Volley  | 25-19, 25-14, 25-20               |
| 18ª giornata - 16 febbraio 2014 PalaCorigliano, Corigliano Calabro | Corigliano Volley | 1 - 3 | Powervolley Milano | 25-18, 15-25, 28-30, 20-25        |
| 19ª giornata - 23 febbraio 2014 PalaFabris, Padova                 | Padova            | 3 - 0 | Corigliano Volley  | 26-24, 25-23, 25-21               |
| 20ª giornata - 2 marzo 2014 PalaCorigliano, Corigliano Calabro     | Corigliano Volley | 1 - 3 | Argos              | 22-25, 25-22, 22-25, 27-29        |
| 21ª giornata - 9 marzo 2014 PalaCorigliano, Corigliano Calabro     | Corigliano Volley | 1 - 3 | Impavida Ortona    | 18-25, 25-22, 19-25, 20-25        |
| 22ª giornata - 16 marzo 2014 PalaFantozzi, Capo d'Orlando          | Brolo             | 3 - 2 | Corigliano Volley  | 20-25, 25-21, 23-25, 25-20, 15-11 |

#### Play-off promozione
| Ottavi di finale (gara 1) - 19 marzo 2014 PalaPrincipi, Potenza Picena       | Potentino         | 3 - 0 | Corigliano Volley | 25-20, 25-14, 25-14        |
| Ottavi di finale (gara 2) - 23 marzo 2014 PalaCorigliano, Corigliano Calabro | Corigliano Volley | 3 - 1 | Potentino         | 25-22, 20-25, 25-23, 25-23 |
| Ottavi di finale (gara 3) - 26 marzo 2014 PalaPrincipi, Potenza Picena       | Potentino         | 3 - 1 | Corigliano Volley | 15-25, 25-22, 25-21, 26-24 |

## Statistiche

### Statistiche di squadra
| Competizione | Punti | In casa | In casa | In casa | In trasferta | In trasferta | In trasferta | Totale | Totale | Totale |
| Competizione | Punti | G       | V       | P       | G            | V            | P            | G      | V      | P      |
| ------------ | ----- | ------- | ------- | ------- | ------------ | ------------ | ------------ | ------ | ------ | ------ |
| Serie A2     | 13    | 11      | 4       | 7       | 12           | 0            | 12           | 23     | 4      | 19     |
| Totale       | -     | 11      | 4       | 7       | 12           | 0            | 12           | 23     | 4      | 19     |

G = partite giocate; V = partite vinte; P = partite perse

### Statistiche dei giocatori
| Giocatore      | Serie A2 | Serie A2 | Serie A2 | Serie A2 | Serie A2 | Totale | Totale | Totale | Totale | Totale |
| Giocatore      | P        | PT       | AV       | MV       | BV       | P      | PT     | AV     | MV     | BV     |
| -------------- | -------- | -------- | -------- | -------- | -------- | ------ | ------ | ------ | ------ | ------ |
| L. Borgogno    | 23       | 290      | 257      | 24       | 9        | 23     | 290    | 257    | 24     | 9      |
| M. Bortolozzo  | 24       | 204      | 134      | 58       | 12       | 24     | 204    | 134    | 58     | 12     |
| D. Casciaro    | 6        | -        | -        | -        | -        | 6      | -      | -      | -      | -      |
| M. Černič      | 20       | 214      | 183      | 15       | 16       | 20     | 214    | 183    | 15     | 16     |
| M. Fabroni     | 24       | 84       | 28       | 26       | 30       | 24     | 84     | 28     | 26     | 30     |
| R. Festi       | 9        | 22       | 14       | 7        | 1        | 9      | 22     | 14     | 7      | 1      |
| J. Gălăbinov   | 5        | 23       | 21       | 1        | 1        | 5      | 23     | 21     | 1      | 1      |
| A. Galaverna   | 17       | 63       | 50       | 7        | 6        | 17     | 63     | 50     | 7      | 6      |
| M. Ritacco     | 3        | 1        | 0        | 0        | 1        | 3      | 1      | 0      | 0      | 1      |
| R. Rivan       | 14       | -        | -        | -        | -        | 14     | -      | -      | -      | -      |
| G. Russo       | 1        | 0        | 0        | 0        | 0        | 1      | 0      | 0      | 0      | 0      |
| M. Santucci    | 19       | 46       | 38       | 6        | 2        | 19     | 46     | 38     | 6      | 2      |
| A. Surace      | 2        | 0        | 0        | 0        | 0        | 2      | 0      | 0      | 0      | 0      |
| S. Tartaglione | 9        | 89       | 71       | 11       | 7        | 9      | 89     | 71     | 11     | 7      |
| G. Tomasello   | 23       | 145      | 95       | 47       | 3        | 23     | 145    | 95     | 47     | 3      |
| L. Tosi        | 14       | 5        | 1        | 3        | 1        | 14     | 5      | 1      | 3      | 1      |
| L. Williams    | 16       | 265      | 232      | 16       | 17       | 16     | 265    | 232    | 16     | 17     |
| A. Zancla      | -        | -        | -        | -        | -        | -      | -      | -      | -      | -      |

P = presenze; PT = punti totali; AV = attacchi vincenti; MV = muri vincenti; BV = battute vincenti